# Mnesampela
Mnesampela is een geslacht van vlinders van de familie spanners (Geometridae), uit de onderfamilie Ennominae.

## Soorten
- M. comarcha Guest, 1887
- M. fucata Felder, 1875
- M. heliochrysa Lower, 1893
- M. lenaea Meyrick, 1892
- M. macroptila Turner, 1947
- M. privata Guenée, 1858